# Droga wojewódzka nr 977
Droga wojewódzka nr 977 – droga wojewódzka o długości 86,4 km łącząca Tarnów z Gorlicami i Słowacją (nieistniejące już przejście graniczne Konieczna – Becherov). Znajduje się w południowo-wschodniej części województwa małopolskiego, biegnie z północy na południe. Jest drogą klasy G o docelowej prędkości projektowej 50 km/h i nośności nawierzchni 100 kN/oś.
W ramach Małopolskiego Regionalnego Programu Operacyjnego na lata 2004–2006 odbył się pierwszy etap modernizacji na odcinku Tarnów-Moszczenica kosztem 28 mln zł.Modernizację wykonała firma Godrom Gorlice.
Również w ramach MRPO na lata 2007–2013 trwa II etap modernizacji drogi wojewódzkiej nr 977. Przetarg na wykonanie modernizacji wygrało konsorcjum firm Poldim Tarnów i Godrom Gorlice. Jej koszt wyniesie 30 mln zł.

## Średni dobowy ruch w punktach pomiarowych na drodze wojewódzkiej nr 977 w 2005 r.[3][4].
| Odcinek drogi         | Pikietaż początku odcinka drogi | Pikietaż końca odcinka drogi | Długość odcinka drogi | Pikietaż punktu pomiarowego | Miejscowość | SDR 2005 | SDR 2010 |
| --------------------- | ------------------------------- | ---------------------------- | --------------------- | --------------------------- | ----------- | -------- | -------- |
| Tarnów-Tuchów         | 0,6                             | 15,8                         | 15,2                  | 1,1                         | Tarnowiec   | 10538    | 15072    |
| Tuchów-Gromnik        | 15,8                            | 25,3                         | 9,5                   | 19,5                        | Siedliska   | 5573     | 5484     |
| Gromnik-Zborowice     | 25,3                            | 34,6                         | 9,3                   | 32,2                        | Ciężkowice  | 4693     | 5559     |
| Zborowice-Moszczenica | 34,6                            | 51,1                         | 16,5                  | 41,1                        | Siedliska   | 2449     | 3929     |
| Moszczenica-Gorlice   | 51,1                            | 58                           | 6,9                   | 51,2                        | Moszczenica | 3516     | 4431     |
| Gorlice-Konieczna     | 58                              | 87,4                         | 29,4                  | 60,4                        | Gorlice     | 3533     | 3777     |

## Miejscowości leżące przy trasie DW977
- Tarnów (DK94, DK73)
- Gromnik (DW980)
- Ciężkowice
- Zborowice (DW981)
- Łużna
- Gorlice (DK28, DW993)
- Sękowa
- Małastów
- Konieczna – granica państwa